# Liste der Kulturdenkmale in Mersch
In der Liste der Kulturdenkmale in Mersch sind alle Kulturdenkmale der luxemburgischen Gemeinde Mersch aufgeführt (Stand: 26. September 2022).

## Kulturdenkmale nach Ortsteil

### Beringen
| Bild           | Bezeichnung         | Lage                                     | Beschreibung | Stufe | Eingetragen seit |
| -------------- | ------------------- | ---------------------------------------- | ------------ | ----- | ---------------- |
| Weitere Bilder | Eiche (Quercus sp.) | im Riedelchen (Karte)                    |              | IS    | 29. März 1974    |
| Weitere Bilder | Kapelle mit Umfeld  | Ecke rue Wenzel/rue d’Ettelbrück (Karte) |              | IS    | 24. Juli 1984    |

### Essingen
| Bild                            | Bezeichnung                     | Lage               | Beschreibung | Stufe | Eingetragen seit  |
| ------------------------------- | ------------------------------- | ------------------ | ------------ | ----- | ----------------- |
| Haus mit Scheune und Stallungen | Haus mit Scheune und Stallungen | Haus Nr. 6 (Karte) |              | PCN   | 16. Dezember 2015 |
| Weitere Bilder                  | Mühle mit Wehr und Kanal        | (Karte)            |              | PCN   | 2. August 2022    |

### Mersch
| Bild                                   | Bezeichnung                                                  | Lage                            | Beschreibung | Stufe | Eingetragen seit          |
| -------------------------------------- | ------------------------------------------------------------ | ------------------------------- | ------------ | ----- | ------------------------- |
| Weitere Bilder                         | Reste einer römischen Villa mit Therme                       | op Mies (Karte)                 |              | PCN   | 29. Oktober 1969          |
| „Maison Mayrisch“ mit Platz und Garten | „Maison Mayrisch“ mit Platz und Garten                       | 11, rue Nicolas Welter (Karte)  |              | PCN   | 30. Januar 1979           |
| Weitere Bilder                         | Schloss Mersch                                               | place St. Michel (Karte)        |              | PCN   | 17. März 1980             |
| Weitere Bilder                         | Servais-Haus mit Platz und Garten                            | 2, rue Emmanuel Servais (Karte) |              | PCN   | 16. März 1990             |
|                                        | Wohnhaus                                                     | 76, rue Nicolas Welter (Karte)  |              | PCN   | 15. Juli 2020             |
| Weitere Bilder                         | Gebäudeensemble Bahnhof Mersch mit Stellwerk und Brunnenturm | rue de la Gare (Karte)          |              | PCN   | 11. September 2020        |
|                                        | Bahnhofsgaststätte                                           | 28, rue de la Gare (Karte)      |              | PCN   | 11. September 2020        |
|                                        | Wohnhaus                                                     | 2, place de l’Eglise (Karte)    |              | PCN   | 23. Oktober 2020          |
| Bauernhof                              | Bauernhof                                                    | 26, rue Nicolas Welter (Karte)  |              | PCN   | 20. November 2020         |
| Weitere Bilder                         | Enelter Kapelle und Umfeld                                   | an der rue Principale (Karte)   |              | PCN   | 2. April und 2. Juni 2021 |
|                                        | Archäologische Fundstätte „Wichtelcheslay“                   | (Karte)                         |              | PCN   | 2. Juni 2021              |
| „Maison Linden“                        | „Maison Linden“                                              | 4, rue de Colmar-Berg (Karte)   |              | IS    | 10. Februar 1978          |
| Gebäude                                | Gebäude                                                      | 13, rue Nicolas Welter (Karte)  |              | IS    | 28. Juni 1978             |
| Wohnhaus                               | Wohnhaus                                                     | 62, rue d’Arlon (Karte)         |              | IS    | 19. Mai 2017              |
| ehemaliger Bauernhof                   | ehemaliger Bauernhof                                         | 95, rue Nicolas Welter (Karte)  |              | IS    | 13. November 2018         |
|                                        | Wohnhaus                                                     | 28, rue de Beringen (Karte)     |              | IS    | 18. Februar 2019          |
|                                        | Weg hinter dem Gebäude                                       | 28, rue de Beringen (Karte)     |              | IS    | 13. Dezember 2019         |

### Pettingen
| Bild                | Bezeichnung               | Lage                       | Beschreibung | Stufe | Eingetragen seit   |
| ------------------- | ------------------------- | -------------------------- | ------------ | ----- | ------------------ |
| Burgruine Pettingen | Burgruine Pettingen       | rue du Château (Karte)     |              | PCN   | 20. Januar 1939    |
|                     | Wohnhaus und Nebengebäude | 22, rue du Château (Karte) |              | PCN   | 29. September 2021 |
| Wohnhaus            | Wohnhaus                  | 5, um Weyer (Karte)        |              | IS    | 8. Juni 2018       |

### Reckingen
| Bild                   | Bezeichnung            | Lage                       | Beschreibung | Stufe | Eingetragen seit   |
| ---------------------- | ---------------------- | -------------------------- | ------------ | ----- | ------------------ |
| Wohnhaus               | Wohnhaus               | 54, rue Principale (Karte) |              | PCN   | 22. April 2005     |
| Menhir „Béisenerbierg“ | Menhir „Béisenerbierg“ | Besenerberg (Karte)        |              | PCN   | 2. Juni 2017       |
|                        | Jagdhaus               | Hingerboesch (Karte)       |              | IS    | 12. September 2017 |
| ehemaliger Bauernhof   | ehemaliger Bauernhof   | 26, rue Principale (Karte) |              | IS    | 5. Oktober 2018    |

### Rollingen
| Bild      | Bezeichnung             | Lage                          | Beschreibung | Stufe | Eingetragen seit |
| --------- | ----------------------- | ----------------------------- | ------------ | ----- | ---------------- |
| Wohnhaus  | Wohnhaus                | 22, rue de Luxembourg (Karte) |              | PCN   | 31. März 2017    |
|           | Buche (Fagus sylvatica) | Ahlheck                       |              | IS    | 29. März 1974    |
| Bauernhof | Bauernhof               | 94, rue de Luxembourg (Karte) |              | IS    | 1. Juli 1985     |

### Schönfels
| Bild           | Bezeichnung                                          | Lage                     | Beschreibung | Stufe | Eingetragen seit |
| -------------- | ---------------------------------------------------- | ------------------------ | ------------ | ----- | ---------------- |
| Weitere Bilder | Burg- und Schlossanlage von Schönfels mit Lustgarten | rue du Village (Karte)   |              | IS    | 1. Februar 1973  |
|                | alte Mühle mit Umfeld und Wehr                       | 1, rue du Moulin (Karte) |              | IS    | 22. Juli 2019    |
| Weitere Bilder | Umfeld von Schloss Schönfels                         | rue du Village (Karte)   |              | IS    | 23. Oktober 2019 |

Legende: PCN – Immeubles et objets bénéficiant des effets de classement comme patrimoine culturel national; IS – Immeubles et objets inscrits à l’inventaire supplémentaire

## Quelle
- Liste des immeubles et objets beneficiant d’une protection nationales, Nationales Institut für das gebaute Erbe, Fassung vom 12. September 2022, S. 90 ff. (PDF)
- Nationale Inventarisierung der Baukultur im Großherzogtum Luxemburg – Gemeinde Mersch – Band 1 (PDF; 47 MB)
- Nationale Inventarisierung der Baukultur im Großherzogtum Luxemburg – Gemeinde Mersch – Band 2 (PDF; 40 MB)

- Karte mit allen Koordinaten:
- OSM |
- WikiMap